# Георги Веселинов (зограф)
Георги Иванов Веселинов Бобошевски е български възрожденски художник-иконописец, представител на Банската художествена школа, общественик, народен представител във II и III обикновено народно събрание.

## Биография
Роден е през 1843 година в Бобошево в семейството на Йованчо Веселинов и Милена Василкьова. Образованието си продобива в училището в Бобошево. През 1861 година преписва Кондиката на кюркчийския еснаф в Бобошево, на който става член, макар да не е кюркчия. Заминава за Разлог където учи иконопис при художника Стефан Попстаматов, ученик на Симеон Молеров. Завръща се в Бобошево и участва в изографисването на църквата „Света Богородица“. Става известен под името Георги Зограф. През 1868 година изографисва изцяло църквата в село Баланово. През 1873 г. рисува сводовете от южната страна на преддверието в бобошевската църква „Света Богородица“. След потушаването на Априлското въстание през 1876 година е заподозрян в бунтовничество и е задържан под стража в Дупница, а оттам е преведен в затвора в София. След Освобождението е назначен за деловодител на Земеделската и сиротска каса в Дупница, която длъжност изпълнява до края на живота си. Става един от водачите на Либералната партия в Дупнишкия край, което му навлича омразата на русофилите – чорбаджии в Дупница и околията. На два пъти е избиран за народен представител - във II (10.12.1882 – 25.12.1883) и III (9.07.1884 – 11.07.1886 г.) обикновено народно събрание.
Георги Зограф се кандидатира за народен представител и за III велико народно събрание, насрочено да избере нов княз след абдикацията на княз Александър Батенберг. 
Изборите се провеждат на 28 септември 1886 година. Пияна и озверяла тълпа от политически опоненти (от консервативната партия и русофили) напада и убива Георги Зограф заедно с другия кандидат на Либералната партия – Христо Грънчаров, околийския началник П. Димитров и бобошевския учител Папукчиев.
Захари Стоянов обвинява руски представители за подбудители на убийствата в изборния ден в Дупница:
| „ | Защо сега такова убийствено противоречие? Кой изпи кръвта на горните наши братя в Дупница? Питайте оня побеснял касапин, когото казват Каулбарс, искайте сметка от Гирса, от онова сатанинско чудовище - Каткова! Те и тяхната нова рубла - в гърлото им да се налее - изпиха кръвта на Грънчарова, Зографа, Димитрова и Папукчийски. | “ |